# Port Hardy
Port Hardy is een plaats in de Canadese provincie Brits-Columbia, gelegen op de noord-westpunt van Vancouvereiland. In 2011 had de havenplaats 4008 inwoners. Port Hardy ligt aan de rand van het natuurpark Cape Scott Provincial Park en is het vertrekpunt van een veerboot door de Inside Passage naar Prince Rupert.